# Lance Creek, Wyoming
Lance Creek är en ort (census-designated place) i Niobrara County i östra delen av den amerikanska delstaten Wyoming. Orten är belägen omkring 50 kilometer nordväst om countyts huvudort Lusk. Befolkningen uppgick till 43 invånare vid 2010 års federala folkräkning.
Orten har givit namn åt Lanceformationen, en geologisk formation från yngre kritaperioden som sträcker sig från Wyoming till North Dakota, och som är känd för sina fynd av dinosauriefossil.